# Le ragazze del Campus
Le ragazze del Campus (Sorority Wars) è un film per la televisione del 2009 diretto da James Hayman e interpretato da Lucy Hale, Phoebe Strole e Amanda Schull.

## Trama
Katie e Sara sono amiche fin dall'infanzia. Quando entrano all'università insieme, Katie è una candidata molto ambita dalle Delta Sorority, un gruppo di canto corale che era stato fondato anni prima, proprio da sua madre, Lutie e Summer, la cui figlia Gwen ora comanda le Delta. Si creano però dei dissidi fra Katie e Sara, quando quest'ultima riesce ad entrare a far parte delle Delta, mentre Katie si associa al gruppo rivale, ovvero le Kappa.

## Produzione
Il film è stato girato a Vancouver

## Distribuzione
Il film è stato trasmesso  negli Stati Uniti dalla rete televisiva Lifetime a partire dal 17 ottobre 2009. Il 26 aprile 2011 è stato trasmesso in Francia, con il titolo De mères en filles. Dal 7 agosto 2011 è stato trasmesso in Portogallo, con il titolo Pequenos Demónios.